# Robert Frost Interpretive Trail
Pour les articles homonymes, voir Robert Frost.
Le Robert Frost Interpretive Trail est un sentier d'interprétation américain dans le comté d'Addison, dans le Vermont. Long de 1,2 mille, il est entièrement situé dans la forêt nationale de Green Mountain. Nommé en l'honneur du poète Robert Frost, il est classé National Recreation Trail depuis 1979.